# Hongehalli, Channarayapatna
Hongehalli là một làng thuộc tehsil Channarayapatna, huyện Hassan, bang Karnataka, Ấn Độ.